# Robin (Batman)
Robin (deutsch ‚Rotkehlchen‘) ist der Name einer fiktiven Figur im Besitz des Konzerns Time Warner. Die Figur ist Titelheld ihrer eigenen seit 1993 erscheinenden Comicserie sowie eine ständige Nebenfigur der Comicserie Batman. Innerhalb der fiktiven Welt, in der die Geschichten um Batman und Robin spielen, ist Robin der Juniorpartner oder Sidekick des maskierten Verbrechensbekämpfers Batman.
Die Figur wurde in Detective Comics #38 von 1940 in die Batman-Serie eingeführt und ist seither nahezu ununterbrochen ein wichtiger Teil derselben geblieben. Hauptgrund für die Entscheidung, Batman einen kindlichen/jugendlichen Assistenten zur Seite zu stellen, war, dass die Autoren meinten, den damals vorwiegend jungen Lesern eine Identifikationsfigur anbieten zu müssen, damit diese sich besser in die Batman-Abenteuer einfühlen könnten. Darüber hinaus war seit den ersten Batman-Geschichten von 1939 das Problem immer drängender geworden, dass der Titelheld niemanden hatte, mit dem er sprechen konnte, sodass er sein Handeln zumeist in Monologen in Form von Gedanken-Ballons erklärte, die mithin sehr befremdend wirkten. Um diesem Zustand abzuhelfen, stellte man ihm Robin als Gesprächspartner zur Seite, mit dem dieser sich in Dialogen austauschen konnte, die den Lesern das Wie und Warum der Handlungen des Helden erläuterten. So war und ist Robin nicht nur Batmans Mitstreiter innerhalb der geschilderten Geschichten, sondern er übernimmt auch eine wichtige Funktion als ein dramaturgisches Handlungselement.

## Comics

### Comicfiguren
Über die Jahre hinweg gab es fünf verschiedene Robins im Comic-DC-Universum. Auffällig ist der Anstieg des Anfangsalters der Charaktere. Während der erste Robin erst acht Jahre alt war, als er seine Rolle übernahm, war der zweite zwölf, der dritte dreizehn und die vierte fünfzehn oder sechzehn. Dies lässt sich einerseits darauf zurückführen, dass die sehr jungen Sidekicks in Comicgeschichten als Kinder in teilweise äußerst brutalen Situationen in Kritik gerieten, andererseits auch darauf, dass sich der Leserkreis änderte. Während die ersten Batmancomics für erwachsene Leser geschrieben wurden, wuchs in den Jahren die jugendliche Leserschaft an. Um diesen eine Identifikationsfigur zu geben, wählte man jugendliche, statt kindliche Robins. Der aktuelle Robin, Batmans Sohn Damian, ist jedoch wieder jünger als seine letzten Vorgänger.

#### Robin I – (Richard John „Dick“ Grayson)
Der erste Robin begann seine Karriere, als Bruce Wayne (Batman) ihn aufnahm, nachdem Robins Eltern (Zirkusartisten aus einer Roma-Familie), ermordet worden waren. Auch Bruces Eltern waren ermordet worden, als er noch ein Kind war.
Als Waise kämpfte Dick jahrelang an der Seite des „Dunklen Ritters“, bis er schließlich begann, dessen Methoden zu kritisieren, und sich, inzwischen erwachsen, das neue Alter Ego Nightwing schuf, um nach einiger Zeit Beschützer von Gotham Citys verwahrloster Nachbarstadt Blüdhaven zu werden. Nach einem längeren Streit akzeptierte Bruce Wayne Dicks Entscheidung. Später erschien Nightwing auch sporadisch in Gotham City, um seinem früheren Partner gelegentlich aus der Klemme zu helfen. Nach dem Tod von Bruce Wayne wurde er, nachdem er diesen zu Lebzeiten bereits mehrmals vertreten hatte, zum neuen Batman, mit Waynes Sohn Damian an seiner Seite als Robin. Grayson erbte zudem einen großen Teil von Wayne Enterprises.
Nach der Rückkehr von Batman nahm Dick Grayson wieder das Nightwing-Kostüm an, das sich leicht verändert hat: Während früher ein blauer Vogel zu sehen war, ist nun ein roter Vogel das Brustsymbol.
In den Filmen Batman Forever und Batman & Robin von Joel Schumacher wurde Grayson von Chris O’Donnell verkörpert. In der Batman-Serie der 60er Jahre und in dem Film Batman hält die Welt in Atem wurde Robin von Burt Ward gespielt, in der Fernsehserie Titans (ab 2018) von Brenton Thwaites.

#### Robin II – (Jason Todd)
Bei der Vorgeschichte von Jason Todd muss man unterscheiden zwischen dem Jason Todd vor Crisis on Infinite Earths und danach. Der Vor-Crisis-Jason-Todd hatte seinen ersten Auftritt in US-Batman #357 (März 1983). Dieser Jason hatte blonde Haare und war wie Dick Grayson Zirkusakrobat, und seine Eltern hießen Joseph und Trina. Sie wurden in US-Detective Comics #526 (Mai 1983) von Killer Croc getötet. Autor der Geschichten war Gerry Conway. Dieser Jason Todd hatte seinen ersten Auftritt als Robin in US-Batman #368 (Februar 1984), geschrieben von Doug Moench.
Insgesamt war diese Figur sehr stark an Dick Grayson angelegt, was bei den Lesern nicht gut ankam, und so entschieden die Editoren von DC, eine neue Vorgeschichte für Jason Todd zu präsentieren. Dies war nach den Ereignissen von Crisis on Infinite Earths möglich, da dieses kosmische Ereignis die Realitäten verändert hatte.
Der Nach-Crisis-Jason-Todd hatte seinen ersten Auftritt in US-Batman #408 (Juni 1987). Er hatte schwarze Haare und seine Eltern hießen Willis Todd and Catherine Todd. Geschrieben hat die Geschichte Max Allan Collins. Hier erwischte Batman zufällig das aggressive Straßenkind Jason Todd dabei, wie er die Räder des Batmobils stehlen wollte, nahm ihn unter seine Fittiche und bildete ihn zum nächsten Robin aus. Doch anders als Dick Grayson sah der überhebliche Jason Todd die Aufgabe mehr als Spiel und wurde im Einsatz vom Joker getötet. Der Tod dieser Figur schrieb Comicgeschichte, denn die Leser durften über Todds Überleben entscheiden: Nach Erscheinen von Batman #427 stimmten die Leser telefonisch ab, ob Robin im Folgeheft leben oder sterben sollte. Nach 10.614 Anrufen ergaben sich 5271 Stimmen gegen den Tod Jason Todds und 5343 dafür. Damit stand fest, dass Batman in #428 den Tod seines Begleiters betrauern musste. Zusammengefasst sind diese Episoden in dem Trade Paperback „A Death in the Family“ erschienen, in Deutschland wurde die Story als „Tod in der Familie“ veröffentlicht (1990 im Hethke Verlag und als Neuübersetzung 2001 bei Panini).
2005 tauchte der totgeglaubte, inzwischen auch erwachsen gewordene Todd wieder auf, als Schurke „Red Hood“. Nach dem Tod von Bruce Wayne kämpfte er mit Grayson um den Anspruch auf die Rolle als Batman, musste sich diesem aber geschlagen geben.
Im Hörspiel Die Schüler des Verbrechens hatte Todd eine wichtige Rolle, denn als Batman nach einer Streife zu seinem Batmobil zurückkam, überraschte er Todd, wie er seine Reifen stehlen wollte. Verärgert brachte Batman Todd in die neu eröffnete Besserungsanstalt für kriminelle Jugendliche. Doch bald brach Todd aus der Anstalt aus und erzählte Batman, dass dort Jugendliche in Wirklichkeit zu Verbrechern ausgebildet werden. Bald darauf versprach Batman, Todd zum Dank bei sich aufzunehmen. Doch in der nächsten Folge wurde die Idee, dass Todd Robin werden sollte, wieder verworfen.
In der Fernsehserie Titans wird Jason Todd von Curran Walters verkörpert.

#### Robin III – (Timothy „Tim“ Drake)
Nach dem Tod des zweiten Robin wurde Batman noch düsterer und ernster und verbiss sich noch mehr in seinen Kampf gegen das Verbrechen. Erst als der gewitzte Tim Drake (das erste Mal in Rückblicken auf Batman #436 (1989)) seine und Nightwings Geheimidentitäten herausfand und daraufhin auch Robin werden wollte, wurde Batman wieder offener. Anders als die ersten beiden Robins war Tim Drake keine Waise, als er die Rolle als Robin übernahm, und war – bis seine Mutter starb – nur deswegen Robin, weil er es selbst für nötig hielt. Er war Mitglied und Anführer der Superheldengruppierung Young Justice. Seit der Miniserie Identity Crisis und den dazugehörigen Geschichten wird Tim in den Zukunftsversionen der Geschichten immer wieder als Nachfolger Waynes als Batman gehandelt. Während Identity Crisis wurde auch sein Vater ermordet. Nun, als Vollwaise, lebt er bei Bruce Wayne in dessen Herrenhaus.
In der TV-Serie Batman: The Animated Series wurde Drake nach Grayson der zweite Robin.
In der dritten Staffel der Fernsehserie Titans wird Tim Drake von Jay Lycurgo verkörpert.

#### Robin IV – (Stephanie Brown)
Stephanie Brown war nur kurz Robin, während Tim Drake zwischenzeitlich das Superheldenleben aufgab, da sein Vater nicht wollte, dass er weiterhin Risiken eingehe. Batman entließ sie nach kurzer Zeit wieder, da sie einen direkten Befehl missachtete. Danach nahm sie ihre ursprüngliche Identität als Spoiler wieder auf und wurde von Black Mask zu Tode gefoltert. Dr. Leslie Thompkins, eine bis dahin treue Gehilfin von Batman, ließ Stephanie sterben, als Warnung für alle anderen Jugendlichen, die ihr nacheifern wollten.
Später jedoch stellte sich heraus, dass Stephanies Tod nur fingiert war. Nach einer Erholungsperiode in Europa kehrt sie nach Amerika zurück und führt nach einem holprigen Start wieder eine Beziehung mit Tim Drake. Schließlich kehrt Stephanie als Batgirl offiziell in die Batman-Familie zurück.

#### Robin V – (Damian Wayne)
Damian ist der Sohn von Bruce Wayne und Talia al Ghul. Batman erfuhr dies jedoch erst nach Jahren. Damian wurde von seiner Mutter aufgezogen und von Terroristen der „Mordliga“ seines Großvaters Ra’s al Ghul sowie den besten Attentätern der Welt trainiert. Trotz anfänglicher Schwierigkeiten aufgrund seines aggressiven Charakters, seiner Brutalität und seines Widerwillens, wird Damian schließlich als fünfter Robin zu Batmans (zuerst Dick Grayson, später wieder Bruce Wayne) Mitstreiter.
Mittlerweile wurde Damian Wayne von einem Klon von sich selbst umgebracht.
Somit ist Batman mal wieder ohne Robin.

#### Red Robin – (Tim Drake)
Nach dem „Tod“ von Bruce Wayne (Batman) ist Tim Drake vom „richtigen“ Weg abgekommen. Als einziger der Bat-Familie glaubt er nicht an den Tod von Bruce Wayne. Tim Drake glaubt, dass Batman irgendwo in der Zeit gefangen ist und nicht den Weg zurückfindet. Um diese Hypothese zu begründen, braucht er Beweise und diese bekommt er von einem der schlimmsten Widersacher von Batman; nämlich von keinem Geringeren als Ra’s al Ghul.
Am Ende erweist sich Tim Drakes Vermutung als richtig und Batman schafft es wieder in die heutige Zeit. Tim Drake ist nun als „Red Robin“ aktiv. Timothy Drake heißt mittlerweile Timothy Wayne und ist der Vorsitzende von Wayne Enterprise. Dies ist mit ein Grund, warum es zwischen Damian Wayne und Tim Wayne zu Konflikten kommt, die auch teilweise körperlich ausgetragen werden.
Red Robin hat seit dem Tod von Batman eine eigene Comicreihe. Derzeit befindet sich die dritte Ausgabe im deutschen Fachhandel.

#### Nicht zum Comic-Canon gehörende Robins
Der Comicverlag DC bringt immer wieder Geschichten, meist in Form von Einzelbänden, heraus, in denen altbewährte Charaktere in neuen Situationen mit einer anderen Herkunfts- und Entwicklungsgeschichte, sogenannten „Elseworld“-Geschichten, dargestellt werden. Auch von der Figur Robin gibt es mehrere solcher Versionen.
In dem parallel zum normalen Comicgeschehen verlaufenden Elseworld-Universum (The Kingdom und Kingdom Come) nimmt Dick Grayson, nachdem er den Robinmantel ablegt, statt der Nightwing-Identität den Namen Red Robin an. Er ist mit Starfire verheiratet und hat eine Tochter namens Nightstar.
In der sehr erfolgreichen Mini-Serie The Dark Knight Returns (1986) von Frank Miller wird Carrie Kelly als erster weiblicher Robin eingeführt.
In der im Jahre 3000 spielenden Geschichte Robin 3000 (1992) ist Bruce Waynes Neffe Thomas Wayne Robin.
In den One Million Geschichten, die es über fast jede bekanntere DC-Comicfigur gibt, übernimmt ein Roboter mit dem Beinamen the Toy Wonder die Rolle Robins.
In der Reihe, in der Stan Lee den DC-Figuren eine andere Herkunftsgeschichte gab, wuchs Robin in einem Waisenhaus auf. Robin war sein richtiger Name, nachdem ein Rotkehlchen in seine Wiege geflogen kam.
Er war hochintelligent, wurde aber von einem gewissen Reverend Darrk als Handlanger ausgenutzt und lehnt Batmans Hilfe ab.

### Comicserien
Zwischen 1991 und 1993 veröffentlichte DC drei Miniserien, die sich mit dem – damals neu eingeführten – dritten Robin Tim Drake befassten. 1991 erschien die erste, fünfteilige, kurz als „Robin“ betitelte Serie, die Tim Drakes Ausbildung zu Robin darstellt. 1992 erschien Robin II – the Joker's Wild (vier Teile) und 1992/1993 schließlich der Sechsteiler Robin III – Cry of the Huntress.
Nachdem die Miniserien zufriedenstellende Verkaufszahlen erreicht hatten, beschloss man dem Robin-Charakter 1993 eine eigene, fortlaufende („ongoing“) monatlich erscheinende Serie zu widmen. Diese Serie, kurz Robin (Volume 2) betitelt, die bis 2009 Ausgabe #183 erreichte, fokussiert ebenfalls – mit Ausnahme des 2002 erschienenen Vierteilers Robin – Year One, der sich mit Dick Graysons erstem Jahr als Robin befasst – Tim Drakes Erlebnisse als Wunderknabe.
In der Serie Red Robin wurden die Abenteuer von Tim Drake zwischen 2009 und 2011 in insgesamt 26 Heften weiter erzählt.

## Zeichentrickserien

### Batman und Robin
Nachdem sich Jason Todd als unbeliebt erwiesen hatte, entschlossen sich die Macher der Trickfilmserie, nur Timothy Drake als direkten Nachfolger Dick Graysons zu nehmen. Allerdings veränderten sie Drakes Herkunft und passten sie Jasons an, sodass der zweite Robin der animierten Serie eine Mischung des zweiten und dritten der Comicserien ist.

### Teen Titans
Robin spielt den Anführer in der Trickserie Teen Titans. Es existieren mehrere Anspielungen darauf, dass dieser Robin Dick Grayson ist:
- In der Folge „Go!“ der fünften Staffel, welche die Geschichte von der Zusammenkunft der Titans erzählt, werden anhand von vorbeiziehenden Fledermäusen und Robins Kommentar „Ich arbeite jetzt allein“ seine (jetzt getrennte) Beziehung zu Batman angesprochen.
- Seine spätere Identität als Nightwing in der Folge „How Long is Forever?“.
- Sein Alter Ego Larry alias „Nosyarg Kcid“ (Dick Grayson rückwärts gesprochen) in der Folge „Fractured“.
- Ein Einblick in seine Kindheit als Zirkusartist in „Haunted“.

### Batman Beyond (Batman of the Future)
Im Film Batman Beyond: Return of the Joker wird gezeigt, dass Tim Drake alias Robin vom Joker entführt wurde, um als Joker Junior Batman zu töten. Mit letzter Überwindung tötet Tim aber den Joker. Batman, Batgirl und Robin vertuschen die ganze Angelegenheit, und Tim Drake beendet seine Zeit als Robin, um sich in psychiatrische Behandlung zu begeben. Jahrzehnte später taucht der Joker wieder auf, um sich an Batman zu rächen, in dem er Gotham City erpresst. Terry (der neue Batman) bittet Tim um Hilfe im Kampf gegen den Joker, da sich Bruce Wayne weigert, Einzelheiten über den Joker preiszugeben und Terry aus der Rolle des Batman entlässt.

### Young Justice
In der amerikanischen Zeichentrickserie Young Justice (2010) spielt Robin erneut eine wichtige Rolle. Hier gehört er einem Team von „Sidekicks“ an, die langsam lernen, ihre eigenen Fälle zu lösen und auf eigenen Beinen zu stehen. Robin ist hier neben Superboy, Aqualad, Kid Flash u. a. einer der Hauptcharaktere. Anfänglich ist er sogar der Teamanführer, verliert diese Position aber während der 1. Staffel an Aqualad. In dieser Serie wird besonderes Augenmerk auf Robins außerordentliche IT-Kenntnisse als „Meister-Hacker“ gelegt.

## Realverfilmungen
Zwei der Dinge, die alle Filme gemeinsam haben, sind, dass immer nur der erste Robin Richard „Dick“ Grayson dargestellt wird und dass Robin nicht von einem Kind oder Jugendlichen, wie in den Comics beschrieben, sondern von einem jungen Mann gespielt wird.
In der Filmserie von 1943 wurde Robin von Douglas Croft gespielt, in Batman and Robin von 1949 von Johnny Duncan. In der mehr humorvollen Fernsehserie Batman aus den 1960er Jahren spielte Burt Ward Robin und wurde dadurch berühmt, dass er ständig „du heilige/r/s [beliebiges Wort einfügen], Batman.“ sagte.
In den Filmen Batman Forever (1995) und Batman & Robin (1997) spielte Chris O’Donnell Robin. Die Filme stellten besser als ihre Vorgänger die Streitigkeiten zwischen Batman und Robin dar.
Im Film The Dark Knight Rises wird auf die Figur des Robin angespielt. Joseph Gordon-Levitt spielt einen als Waisenkind aufgewachsenen Polizisten namens John Blake. Am Ende des Films wird sein Geburtsname als Robin enthüllt. Der Name Robin wird damit lediglich einmal verwendet und Joseph Gordon-Levitt ist im Film nicht hinter einer Maske zu sehen. Lediglich am Ende des Films erhält Joseph Gordon-Levitts Figur Blake aus dem Nachlass des vermeintlich verstorbenen Bruce Wayne die Koordinaten zur Batcave. Es wird offen gehalten, ob er künftig als Robin, Nightwing oder Batman den Platz von Bruce Wayne einnimmt.

## Nebenfiguren
- Alfred Pennyworth: Batmans Butler und Robins großväterlicher Freund.
- Ariana Dzerchenko: Ariana war die Freundin von Robins Alter Ego Tim Drake in den ersten 50 Ausgaben der Robinserie.
- Batman: Robins Mentor und Partner.
- Dana Winters: Dana Winters ist die Stiefmutter von Tim Drake (Robin). Winters, die in Robin #12 vom Dezember 1994 debütierte (Autor: Dixon, Zeichner: Grummet), trat zuerst als Physiotherapeutin von Drakes Vater Jack Drake auf, den sie bei dessen Genesung von einer schweren Vergiftung unterstützt. Im weiteren Verlauf der Robin-Serie kam sie Drake allmählich näher, verliebte sich in ihn (trotz erheblichem Altersunterschied) und heiratete ihn schließlich (Robin: 80 Page Giant #1). Seit der Ermordung ihres Mannes durch einen Einbrecher in einer Geschichte von 2005 tritt Winters, die danach in einer Nervenklinik in Blüdhaven in Behandlung ging, nur noch selten in der Serie auf.
- Hudson: Einer der besten Freunde von Tim Drake (Debüt: Robin 2. Mini-Serie #1).
- Jack Drake: Der Vater von Tim Drake, Robin.
- Karl Ranck: Karl Ranck war ein Mitschüler von Tim Drake (Robin). Ranck war ein arroganter Football-Star, der in Robin #1 debütierte (Autor: Dixon, Zeichner: Grummett) und diesen in seiner Geheimidentität als Tim Drake gelegentlich piesackte. Ranck wurde schließlich bei einer Schulhof-Schießerei von „Young El“ einem anderen Mitschüler getötet.
- Mrs. McIlvaine: Mrs. McIlvaine ist die Haushälterin von Tim Drakes (Robin) Vater und dessen großmütterliche Freundin.
- Natalia und Vari Dzerchenko: Vari und „Natty“ sind der Onkel und die Tante von Robins Freundin Ariana Dzerchenko, die bei ihnen aufwächst. Beide debütierten in Robin #2 von 1993. Vor allem in den ersten 50. Heften der Serie häufig auftretend, sah man sie in Robin #65 als Betreiber eines Delikatessen-Imbisses.
- Nightwing: Nightwing, alias Dick Grayson, ist der ehemalige erste Robin, und Tim.
- Sebastian Ives: Der beste Freund von Robin in seiner Geheimidentität als Tim Drake. Ives debütierte in Robin 2. Miniserie #1 von 1993. Er ist ein etwas schüchterner Junge und der beste Schüler in Drakes Klasse (2Callie3).
- Shotgun Smith: Der Sheriff des Gotham Countys, dem Robin gelegentlich bei der Lösung von Fällen behilflich ist.
- Stephanie Brown: Robins zweite Freundin.

## Gegner
Zu Robins Gegnern zählen solche Gestalten wie der britische Söldner Sir Edmund Dorrance, genannt „King Snake“, die Straßengang „Ghost Dragons“, der Waffenschieber El Adams, das magische Wesen Arrakhat, das monströse Wesen Steeljacket und die Gauner Arthur Brown (Cluemaster) und Titus Czonka.

### Arrakhat
Arrakhat ist ein antiker Dschinn aus dem fiktiven Staat Quarci. Die, der in Robin #79 vom August 2000 (Autor: Dixon, Zeichner: Pete Woods) debütierte, stammt aus einem Teil der Hölle namens O'Salla Ben Duuram („Oase der Verdammten“). Wenn er einmal gerufen wird, muss er drei Leben nehmen, ehe er in die „Quelle der Flammen“ zurückkehren kann. Arrakhat wurde von dem Arghulian, einem machtgierigen Beamten aus Quraci heraufbeschworen, um den kindlichen Fürsten Ali Ben Khan, den „Rhafi von Dhabar“, einem Mitschüler von Tim Drake (Robin) während dessen Internatszeit an der Brentwood Academy zu ermorden. Gemeinsam gelang es Robin und Ben Khan, Arrkhat mit einem magischen Amulett von seinem Ziel abzubringen und ihn gegen seinen Beschwörer zu wenden.

### Cluemaster
Der Cluemaster (engl. „Hinweisgeber“), alias Arthur Brown, ist so etwas wie Robins Erzfeind. Brown, ein profitgieriger Kleingauner, der wegen seines Ticks der Polizei auf dem Postweg verschlüsselte Hinweise über die von ihm geplanten Verbrechen zukommen zu lassen, Cluemaster getauft wurde, ist in den Robin-Geschichten der Vater von dessen langjähriger Freundin Stephanie. Obwohl Brown, der in Detective Comics #351 vom Mai 1966 debütierte (Autor: Gardner Fox, Zeichner: Carmine Infantino), in späteren Geschichten die Angewohnheit Rätsel zu stellen ablegte, haftet ihm der Spitzname Cluemaster weiterhin an.
Browns Modus Operandi, den Behörden im Vertrauen auf seine eigene intellektuelle Überlegenheit Hinweise auf Verbrechen, die er noch begehen wird, zu geben, ähnelt dem des Riddlers: Im Kern ist es die Absicht beider Charaktere, sich mit anderen in einem „battle of wits“ zu messen, bei dem es darum geht, wer dem anderen geistig überlegen ist: Gelingt es dem Cluemaster, seine Tat auszuführen, bevor seine Rätsel gelöst werden, oder werden diese rechtzeitig gelöst, um ihn zu stoppen?
Ursprünglich versuchte der Cluemaster, die Geheimidentität von Batman und Robin zu lüften, um sich einen Namen in der Unterwelt zu machen. Er schickte die beiden – in der Hoffnung, durch sorgfältiges Beobachten mehr über sie zu erfahren – mit seinen „Clues“ auf eine Schnitzeljagd von Tatort zu Tatort. Sein Plan ging aber letztlich fehl und Batman und Robin konnten ihn überführen und verhaften. Nach einer begnadigungsbedingten Haftentlassung scheinbar geläutert nahm Brown seine kriminelle Karriere später wieder auf, verzichtete aber fortan darauf, der Polizei Hinweise auf seine Taten zu schicken. Nachdem Robin Browns „Rückfall“ mit Hilfe von dessen Tochter Stephanie beweisen konnte (Detective Comics #647–649), wurde Brown erneut im Blackgate-Gefängnis inhaftiert. Als „Chef“ der Insassen von Blackgate plante und organisierte Brown fortan zahlreiche Ausbruchsversuche (Robin #2, Robin #15, Blackgate #1, Isle of Men #1), die nur vereinzelt erfolgreich verliefen. Im Verlauf der Robin-Serie wurde Brown schließlich der beliebteste und am häufigsten wiederkehrende Schurke: So versuchte er unter anderem gemeinsam mit Czonka und dem Electrocutioner, einen Geldtransporter zu stehlen (Robin #3–5), steuerte die Diebestouren der „Gully Carson“-Gang (Robin #15–16), eröffnete eine „Crime Academy“ zur Ausbildung von „Elite-Verbrechern“ (Robin #54–57) und besetzte mit „Freunden“ zeitweise das Haus seiner Ehefrau (Robin #92–94). Bei einer anderen Gelegenheit musste Robin Cluemaster wiederum vor dem geisteskranken Riddler beschützen, als dieser Brown – den er beschuldigte, seine „Masche“ nachzuahmen – zu ermorden versuchte (Detective #704–706). Daneben erlebte der Cluemaster auch eigene Abenteuer als Mitglied der Suicide Squad, einer Task Force der US-Regierung, in der Straftäter im Austausch für Haftverschonung heikle Aufträge ausführen (Suicide Squad #1–3), wobei er schwere Verletzungen davontrug und ein Jahr ins Krankenhaus musste und als Angehöriger des am Südpol beheimateten Heldenteams „Justice League Antarctica“. Batman machte der Cluemaster als Juror eines Unterweltprozesses zu schaffen, bei dem es darum ging, Batmans vermeintlichen Mörder zu finden und – nach dem Tod seiner Tochter, als diese bei einem Einsatz mit Batman ums Leben kam – und unter dem Tarnnamen Aaron Bals Initiator einer Medienkampagne („Campaign for Culpability“), bei der es um die Ächtung der Selbstjustiz ging.
Cluemaster trat als fettleibiger ehemaliger Gameshow-Moderator, der aus einem Wahn heraus seine ehemaligen Mitarbeiter ermordet, in der Zeichentrickserie The Batman auf (US-Synchronstimme: Glenn Shadix).

### Czonk
Czonk, alias Titus Samuel Czonka, ist ein notorisch erfolgloser Kleingauner, der erstmals in Robin #1 von 1993 auftaucht (Autor: C. Dixon; Zeichner: T. Grummett).
Czonka wird in diesem Heft als ein untersetzter und etwas dümmlicher Krimineller bezeichnet, der zusammen mit dem Cluemaster, Arthur Brown, und dem Electrocutioner aus dem Blackgate-Gefängnis flieht. Mit diesen beiden begeht er einige kriminelle Coups, bevor das Trio schließlich von Robin und Spoiler – hinter der sich Browns Tochter Stephanie verbirgt, die die Verbrechen ihres Vaters gutmachen will – verhaftet wird (Robin #1–5). In späteren Robin-Abenteuern taucht Czonk – nicht intelligent genug, um selbständig zu arbeiten und daher nur zum Helfershelfer taugend – noch einige Male als rechte Hand des Cluemasters bei verschiedenen kriminellen Aktivitäten auf, die jedes Mal von Batman und Robin oder Spoiler vereitelt werden (Robin #14 und 15; Batman. Blackgate #1, 1997; Huntress/Spoiler. Blunt Trauma #1). Ein Running-Gag ist dabei, dass Czonka, der sich ständig neue Superschurken-Identitäten ausdenkt, um sich gegenüber seinen kostümierten Komplizen weniger unterlegen fühlen zu müssen. Diese „Moniker“ und die dazugehörigen Kostüme sind dabei stets als augenzwinkernde Überspitzungen angelegt, die das Superhelden-Genre „von Innen“ parodieren. So agiert Czonka einmal als „Baffler“ („Verblüffer“), der wie der Riddler oder der Cluemaster verschlüsselte Hinweise auf die von ihm geplanten Verbrechen an die Polizei schickt, die so dilettantisch sind, dass sie zu seiner und Browns Ergreifung führen. Sein Kostüm als Baffler besteht aus einem gelben Pullover mit aufgesticktem Fragezeichen, einem Cape und einer Kampffliegermütze mitsamt Fliegerbrille. Ein andermal legt er sich dann die Identität des „Headbangers“ zu, als der er seinen Schädel als Waffe einsetzt, mit der er auf seine Gegner einhaut.

### Deathangel
Deathangel (engl. „Todesengel“), alias Daniel „Danny“ DePaulo, war ein geisteskranker Priester (Kirche: St. Anscom's), der mit mörderischen Methoden Jagd auf seine „sündige“ Schwester, die Anführerin einer Bande von Schutzgelderpressern, und ihre Leute machte. Er debütierte in Showcase'94 #5 (Autor:Dixon, Zeichner: Phil Jimenez) und wurde – nachdem Robin ihn mehrmals an der Ausführung seiner Absichten gehindert hatte – schließlich von seiner Schwester erschossen (Robin #6).

### Dragoncat
Dragoncat (engl. „Drachenkatze“), alias Phil Parson, ist ein notorischer erfolgloser Angehöriger der Unterwelt von Gotham City. Parson, der in Robin #21 debütierte (Autor: Dixon, Zeichner: Wierengo), ist ein leidlich guter Kampfsportler, der eine Karateschule für Jugendliche in Gothams East End betrieb, zu deren frühen Besuchern auch Barbara Gordon (später Batgirl) gehörte. Als Parson begann, seine Schüler auf Diebestour zu schicken, wurde ihm von Robin das Handwerk gelegt. Im Blackgate-Gefängnis, wo er inhaftiert wurde, gehört Parson seither dem Kreis um Arthur Brown an, dessen dilettantische Ausbruchsversuche meist fehlschlagen (Blackgate #1).

### Electrocutioner III
Der Electrocutioner, alias Lester Buchinsky, ist ein Berufskrimineller, der über die Gabe verfügt, in seinem Körper Elektrizität zu generieren, die er als Waffe gegen andere einsetzen kann. Der Electrocutioner, der in Detective #644 von 1992 (Autor: Dixon, Zeichner: Lyle) debütierte, begann seine Karriere als Vigilant, wechselte aber schließlich aus Profitgier die Seite, um fortan als Berufskrimineller zu arbeiten. Bei seiner ersten Begegnung mit Batman und Robin konnte er Batman mit einem Elektrostoß töten: Da es Robin jedoch gelang, seinen Mentor mit einem Defibrillator zurück ins Leben zu holen, war dieser Tod nur „vorübergehend“. Nach seiner ersten Verhaftung (Detective #646) wurde er im Blackgate-Gefängnis inhaftiert, von wo er gelegentlich ausbricht, um als „hired muscles“ für andere Kriminelle zu arbeiten: Der Plan, gemeinsam mit dem trickreichen Betrüger Arthur Brown einen Geldtransporter zu stehlen (Robin #3–5), konnte von Robin verhindert werden, spätere Engagements als „Mann fürs Grobe“ in der Bande des „Geschäftsmanns“ Roland Desmond in Gotham Citys Nachbarstadt Blüdhaven scheiterten meist am Eingreifen von Nightwing.

### General
Der General, alias Ulysses Hadrian Armstrong, ist ein genialer etwa zwölfjähriger Junge mit einer abnormen Begabung für alles Militärische, der erstmals in Detective Comics #654 vom Dezember 1992 auftrat (Autor: C. Dixon, Zeichner: M. Netzer). In dieser Geschichte flieht Armstrong aus einer Militärschule, schart eine Straßenbande aus Jugendlichen – die sich ihm aufgrund seiner intellektuellen Überlegenheit unterordnen – um sich und beginnt mit diesen, einen von ihm militärisch geplanten Bandenkrieg gegen andere Banden und die Polizei. Nach seiner ersten Niederlage gegen Batman und Robin trat der Charakter des selbsternannten minderjährigen Generals in späteren Geschichten erneut in Erscheinung, wobei er in zumeist in historischen Kostümierungen als Feldherr im Stil Napoleons präsentierte. In einigen Geschichten tat er sich außerdem mit anderen Schurken wie dem Toyman, den „Bandidos“ oder einem Irren, der sich für Julius Caesar hält, zusammen. In späteren Geschichten entwickelte er sich mehr zu einem Gegner Robins als Batmans.

### Lynx
Lynx (engl. „Luchs“), alias Ling, ist die Anführerin einer Straßenbande namens „The Ghost Dragons“, mit der Robin in mehreren Abenteuern aneinandergerät. Erstmals trifft Robin auf die asiatischstämmige Lynx in Heft #1 der ersten Robin-Miniserie von 1991 (Autor: C. Dixon, Zeichner: T. Lyle).
Dort tritt Lynx, die hier noch Ling heißt, als ein kampfsporterprobtes, hübsches, jugendliches Mitglied der Ghost Dragons, der Bande des Kriminellen King Snake, dessen Waffenhändler-Ring Robin im Verlauf der Miniserie zerschlägt, auf. Ihren Namen erhält sie – in Anspielung auf den nach einem Volksglauben einäugigen Luchs – nachdem King Snake ihr zur Strafe für ihr Versagen, einen seiner Aufträge auszuführen, das linke Auge aussticht. In der an die Robin-Miniserie anknüpfenden „Shadow Box“-Storyline entmachtet Lynx Snake aus Rache für ihr verlorenes Auge und übernimmt selbst die Führung über die Dragons (Batman #463–466). Als hervorragende Kampfsportlerin und Scharfschützin macht sie Robin fortan als einer seiner hartnäckigsten Feinde wiederholt das Leben schwer (Detective 684, Robin 1#7–18 und #49–52). Dabei tritt Lynx mal als Auftragskillerin, mal als Anführerin des Triaden-Kartells der „Lucky Hand Triads“ in Gotham Citys Chinatown und dann wieder in ihrer alten Rolle als Chefin der Ghost Dragons in Erscheinung. Zuletzt sah man sie binnen kurzer Zeit im Zuge der War Games bzw. der 52 Handlungsstränge in kurz aufeinanderfolgenden Geschichten gleich zweimal sterben.

### Steeljacket
Steeljacket (engl. „Stahlmantel“) ist eine monströse Kreatur, mit der Robin es zum ersten Mal in Detective Comics #681 vom Januar 1995 (Autor: C. Dixon, Zeichner: G. Nolan) zu tun bekam. Er ist das Produkt eines genetischen Versuchs, bei dem ein Mann, dessen Name unbekannt geblieben ist, mit einem Mutagen behandelt wurde, um eine neue Rasse von Hybridwesen aus Mensch und Vogel zu erschaffen.
Steeljackets Erscheinungsbild ist furchterregend: Seine Kieferknochen sind äußerlich sichtbar, da ihm das knochenbedeckende Fleisch in der unteren Gesichtspartie teilweise fehlt. Ebenfalls völlig entblößt sind seine lidlosen gelben Augen. Seine Haut ist lehmbraun. Da er die für „Vögel“ typischen leichten und empfindlichen Hohlknochen besitzt, trug Steeljacket bei seinem ersten Auftreten einen schweren, metallenen Schutzanzug, dem er seinen Namen verdankt. Am auffälligsten an dieser Panzerung war das kuppelartig gewölbte Kopfteil.
Wer Steeljacket war, bevor er zu Steeljacket wurde, ist unbekannt. In der Man-Bat-Miniserie von 1996 erfährt man jedoch, dass das Mutagen, durch das er in Steeljacket verwandelt wurde, eine Variation des von dem Wissenschaftler Kirk Langstrom entwickelten Serums war, das Langstrom benutzte, um sich in den Fledermausmann Man-Bat zu verwandeln.
Bei seinem ersten Auftritt macht Steeljacket systematisch Jagd auf die Wissenschaftler, die ihn in Steeljacket verwandelt haben, um sich für seinen Zustand zu rächen. Das Ergebnis ist eine blutige Mordserie, mit der er Gotham City überzieht. Robin (Tim Drake) und Dick Grayson, der zu dieser Zeit als Ersatz-Batman für Bruce Wayne aktiv ist, glauben zunächst, dass es sich bei dem Mörder um den ehemaligen Attentäter Jean Paul Valley handelt, der kurz zuvor zeitweise Bruce Waynes Platz als Batman eingenommen hatte. Während Grayson Valley zur Rede stellt und seine Unschuld feststellt, gelingt es Robin, den tatsächlichen Mörder – Steeljacket – ausfindig zu machen. In einem brutalen Zweikampf auf den Dächern von Gotham City kann Robin Steeljacket besiegen, der schwer verletzt entkommen kann. Die Verletzungen, die er sich in der Auseinandersetzung mit Robin zugezogen hat, führen jedoch dazu, dass Steeljackets Schwingen amputiert werden müssen, sodass er fortan nicht mehr fliegen kann.
Nachdem Steeljacket sich erholt hat, nimmt er seine Mordserie wieder auf und tötet weitere Wissenschaftler. Man-Bat – der zunächst verdächtigt wird, für die Morde verantwortlich zu sein, und der daher seine Unschuld zu beweisen versucht – kann die Kreatur schließlich besiegen (Man-Bat #1–3, 1996). Nach dieser Niederlage wird Steeljacket nach Blackgate, dem Gefängnis von Gotham City, verbracht. Dort betätigt er sich als Schläger für andere Häftlinge wie den Cluemaster. Außerdem trifft er auf Batman, der sich zu einer Mission in Blackgate eingeschleust hat: Dieser nutzt das Fehlen von Steeljackets Rüstung, um seine empfindlichen Knochen mit Leichtigkeit zu brechen und ihn ohne Schwierigkeiten zu besiegen (Batman. Blackgate #1, 1997).
Während der Cataclysm-Storyline von 1998 gelingt es Steeljacket, nach einem schweren Erdbeben aus Blackgate zu entkommen. Er taucht daraufhin in einem Vorort von Gotham unter. Als dort bald Gerüchte von einem Ungeheuer die Runde machen, geht Robin dem Fall nach: Nach einem Rückkampf kann Robin Steeljacket erneut besiegen und nach Blackgate zurückschicken.
Während der „No Man's Land“-Storyline von 1999, als Gotham City aus dem Gebietsverband der Vereinigten Staaten ausscheidet und zum Niemandsland erklärt wird, wird Steeljacket mit zahlreichen anderen Schurken von dem geisteskranken Lyle Bolton, der Blackgate nun in seine Gewalt gebracht hat, in den verliesartigen Kellergeschossen des Gefängnisses festgehalten und gequält. Nightwing gelingt es schließlich im Zusammenspiel mit Steeljacket und den anderen Gefangenen, Boltons Herrschaft über die Strafvollzugsanstalt zu brechen: Blackgate und die Gefangenen werden anschließend zusammen mit Bolton der neugegründeten Polizei von Gotham City übergeben. Steeljacket, der auch nach der Wiedereingliederung von Gotham City in der Anstalt verblieben ist, ist bisher nicht wieder in Erscheinung getreten.

### Young El
Eldon „Young El“ Adams ist ein jugendlicher Waffenhändler, mit dem Robin mehrmals zu tun hatte. Adams, der in Robin #25 vom Februar 1996 debütierte (Autor: Dixon, Zeichner: Mike Wieringo) ist ein sozialkritischer Charakter, der anlässlich des Amoklaufs an der Columbine High School in die Robin-Serie eingeführt wurde, um auf die Schwächen des liberalen amerikanischen Waffenrechtes hinzuweisen. Die Figur fand vor allem in der linksgerichteten amerikanischen Presse lobende Erwähnung als kritische Auseinandersetzung mit dem Thema Waffen, provozierte aber – vor allem bei „rechten“ Lesern – heftige Kritik als „antifreiheitliche Stimmungsmache“.
In Robin #25 erschießt Adams, ein Mitschüler von Robins Alter Ego Tim Drake, einen anderen Schüler an dessen Schule, Karl Ranck, im Streit und veranlasst den Helden so zu einer kritischen Auseinandersetzung mit dem in Teilen der US-Bevölkerung herrschenden Waffenkult, die ihn schließlich zu der Einsicht bewegt, dass Privatpersonen keine Schusswaffen besitzen dürfen sollten (#26). In späteren Heften (Detective #698, Robin #46) kehrt Adams zurück und lehrt Robin in weiteren sozialkritischen Geschichten – da er ungestraft mit seinen Taten davonkommt – die Lektion, dass nicht „alle Bösen für ihre Taten büßen müssen“.

## Parodien
- Im Musikvideo von "Without me" des Rappers  Eminem agiert er in einer Verkleidung, die der von Robin stark ähnelt. Dieses Outfit wird im Musikvideo zu dem Song "Houdini" erneut benutzt.